# Mm.. Food
Albums de MF DOOM
Venomous Villain
(2004) The Mouse and the Mask
(2005)
MM.. Food est le cinquième album studio de MF DOOM, sorti le 16 novembre 2004 et réédité en 2007.
L'album s'est classé 9e au Top Heatseekers et 17e au Top Independent Albums.

## Liste des titres
| No  | Titre                                                               | Contient un (des) sample(s) de                                                                                      | Durée |
| --- | ------------------------------------------------------------------- | --- | ----- |
| 1.  | Beef Rapp (Produit par MF DOOM)                                     | Canon of Doom de Johnny Douglas                                                                                     | 4:39  |
| 2.  | Hoe Cakes (Produit par MF DOOM)                                     | Canon of Doom de Johnny Douglas Jane d'EPMD Jasmine Blossoms des Metal Fingers                                      | 3:54  |
| 3.  | Potholderz (featuring Count Bass D – Produit par Count Bass D)      | Still D.R.E. de Dr. Dre featuring Snoop Dogg 400 Girls Ago de Billy Butler Ain't No Half-Steppin' de Big Daddy Kane | 3:20  |
| 4.  | One Beer (Produit par Madlib)                                       | Huit Octobre 1971 de Cortex I Get a Kick Out of You d'Ethel Merman                                                  | 4:18  |
| 5.  | Deep Fried Frenz (Produit par MF DOOM)                              | Myrrh des Metal Fingers Friends de Whodini                                                                          | 4:59  |
| 6.  | Poo-Putt Platter (Produit par MF DOOM)                              | The Fat Albert Halloween Special de Ray Ellis                                                                       | 1:13  |
| 7.  | Fillet-O-Rapper (Produit par MF DOOM)                               | | 1:03  |
| 8.  | Gumbo (Produit par MF DOOM)                                         | Would You Like a Snack? de Frank Zappa                                                                              | 0:49  |
| 9.  | Fig Leaf Bi-Carbonate (Produit par MF DOOM)                         | Dragon's Blood des Metal Fingers Hot Wind de Les Baxter                                                             | 3:19  |
| 10. | Kon Karne (Produit par MF DOOM)                                     | Is It a Crime de Sade Latoya de Just-Ice                                                                            | 2:51  |
| 11. | Guinnesses (featuring Empress Stahhr et 4ize – Produit par MF DOOM) | True Love de Faze-O Louisiana Blues du Climax Blues Band                                                            | 4:41  |
| 12. | Kon Queso (Produit par PNS)                                         | Canon of Doom de ohnny Douglas Newcast One de Christian Chevallier                                                  | 4:00  |
| 13. | Rapp Snitch Knishes (featuring Mr. Fantastik – Produit par MF DOOM) | Space Oddity de David Matthews                                                                                      | 2:52  |
| 14. | Vomitspit (Produit par MF DOOM)                                     | Happy You Should Be de Mashmakhan You Go to My Head de Bryan Ferry                                                  | 2:48  |
| 15. | Kookies (Produit par MF DOOM)                                       | Go Stetsa I de Stetsasonic Horehound des Metal Fingers                                                              | 4:02  |